# ヒメビシ
ヒメビシ（姫菱 Trapa incisa）は、ヒシ科の水草。

## 分布
日本、朝鮮半島、台湾、中国などに生育している。日本では各地で個体群が消滅し、絶滅危惧種に指定されている。

## 形態、生態

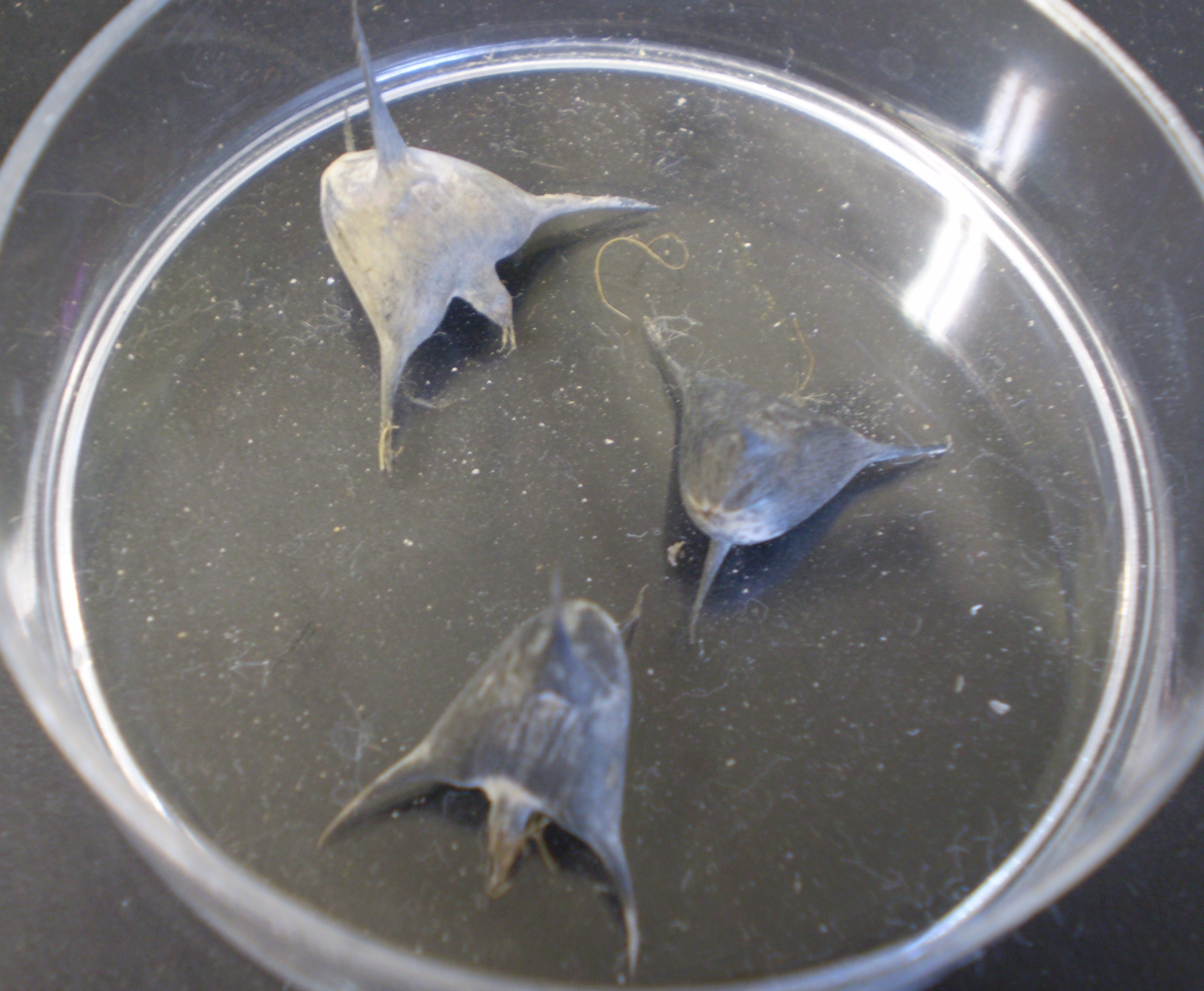
ヒメビシの果実

一年草。葉は菱形で、粗い鋸歯がある。葉の長さは1.5-3.5cm。茎の先端から葉を放射状に叢生し、水面を覆う。葉柄の中央には空気を含んだ浮き袋状の構造を形成する。
花期は7-10月、白または淡い紅色の花弁をもち、直径は6-8mm。果実は石果で長さ約20mm、4本のとげをもつ。
染色体数は2n=48。

## 近縁種
近縁種としてヒシ、オニビシなどがある。ヒシの果実のとげは4つの萼片のうち2つが発達したもの（通常残りの顎片は脱落して2本）だが、ヒメビシの果実には上向きのとげ2本と下向きのとげ2本（計4本）が発達し、オニビシの果実には下向きのとげが4本発達している。特にオニビシは果実が大型でヒメビシのほうが小さい。

## 利用
ヒメビシの果実にある胚乳にはでんぷんが貯蔵されており、食用になる。
かつては撒菱としても使用された。